# Jan Versleijen
Jan Versleijen (Venlo, 29 de diciembre de 1955) es un entrenador neerlandés de fútbol.
Dirigió en equipos como el FC Wageningen, Go Ahead Eagles, De Graafschap, FC Dordrecht, VVV-Venlo, JEF United Ichihara, Al-Jazira Sporting Club y Al-Ettifaq.

## Clubes

### Como entrenador
| Club                | País                   | Año         |
| ------------------- | ---------------------- | ----------- |
| FC Wageningen       | Países Bajos           | 1982 - 1984 |
| Go Ahead Eagles     | Países Bajos           | 1990 - 1993 |
| De Graafschap       | Países Bajos           | 1993 - 1994 |
| FC Dordrecht        | Países Bajos           | 1994 - 1995 |
| VVV-Venlo           | Países Bajos           | 1995 - 1996 |
| JEF United Ichihara | Japón                  | 1997 - 1998 |
| FC Oss              | Países Bajos           | 1999 - 2000 |
| VVV-Venlo           | Países Bajos           | 2000 - 2001 |
| Al-Jazira           | Emiratos Árabes Unidos | 2001 - 2003 |
| Al-Ettifaq          | Arabia Saudita         | 2003 - 2004 |
| Al-Shaab            | Emiratos Árabes Unidos | 2004 - 2005 |
| Al-Ettifaq          | Arabia Saudita         | 2005 - 2006 |
| Al-Jazira           | Emiratos Árabes Unidos | 2006 - 2007 |
| Al-Wehda            | Arabia Saudita         | 2007 - 2008 |
| Henan Jianye        | China                  | 2012        |
| Ajax Cape Town      | Sudáfrica              | 2013        |